# Ilhéu Grande
Ilhéu Grande är en ö i Kap Verde.   Den ligger i kommunen Brava, i den sydvästra delen av landet, 130 km väster om huvudstaden Praia. Arean är 3,0 kvadratkilometer.